# Carlos III el Gordo
Carlos III (Neudingen, 13 de junio de 839-Donaueschingen, 13 de enero de 888), apodado «el Gordo», fue rey de Francia Occidental desde 881 hasta 887 y rey de Francia Oriental desde 885 hasta su muerte.
A lo largo de su vida, Carlos gobernó los distintos reinos del antiguo imperio de Carlomagno. Concedido señor de Alamannia en 876, tras la división de Francia Oriental, sucedió en el trono italiano tras la abdicación de su hermano mayor Carlomán de Baviera, incapacitado por una apoplejía. Coronado emperador en 881 por el papa Juan VIII, su sucesión en los territorios de su hermano Luis el Joven (Sajonia y Baviera) al año siguiente reunificó el reino de Francia Oriental. A la muerte de su primo Carlomán II en 884, heredó toda la Francia Occidental, reunificando así todo el Imperio Carolingio.
Considerado letárgico e inepto -estaba enfermo con frecuencia y se cree que padecía epilepsia-, Carlos compró la paz en dos ocasiones con los invasores vikingos, incluso en el infame asedio de París, que provocó su caída.
El imperio reunificado no duró mucho. Durante un golpe de Estado dirigido por su sobrino Arnulfo de Carintia en noviembre de 887, Carlos fue depuesto en Francia Oriental, Lotaringia y el Reino de Italia. Obligado a un tranquilo retiro, murió de causas naturales en enero de 888, pocas semanas después de su deposición. Tras su muerte, el Imperio se desmoronó rápidamente y se dividió en cinco reinos sucesores; el territorio que había ocupado no se reunificó por completo bajo un solo gobernante hasta las conquistas de Napoleón.

## Apodo y número
El apodo de "Carlos el Gordo" (en latín Carolus Crassus) no es contemporáneo. Fue utilizado por primera vez por Annalista Saxo (el anónimo "analista sajón") en el siglo XII. No existe una referencia contemporánea al tamaño físico de Charles, pero el apodo se ha mantenido y es el nombre común en la mayoría de los idiomas europeos modernos (en francés Charles le Gros, en alemán Karl der Dicke, en italiano Carlo il Grosso).
Su número es más o menos contemporáneo. Regino de Prüm, contemporáneo de Carlos, al registrar su muerte lo llama "Emperador Carlos, tercero de ese nombre y dignidad" (en latín Carolus imperator, tertius huius nominis et dignitatis).

## Biografía
Hijo de Luis el Germánico, recibió en herencia el reino de Alamania. Tras la abdicación de su hermano Carlomán de Baviera obtuvo el reino de Italia. Fue coronado emperador en 881 por el Papa Juan VIII en agradecimiento por su ayuda contra Guido de Spoleto, que estaba invadiendo los Estados Pontificios. Al año siguiente murió su otro hermano, Luis III, heredando como resultado el reino de Francia Oriental. Al fallecer su primo Carlomán II, heredó el reino de Francia Occidental. De esta manera, el Imperio carolingio quedaba reunificado, aunque por breve tiempo.
Hubo de hacer frente a numerosas incursiones vikingas; una de las más importantes es la que mantuvo sitiada la ciudad de París, prefiriendo pactar su retirada a cambio de cuantiosas sumas de dinero, lo cual le enajenó a gran parte de la población, que le consideró un monarca incapaz, cobarde y despreocupado. Al no disponer de hijos legítimos, trató de nombrar como sucesor a un bastardo concebido por una de sus concubinas, pero la oposición de los obispos le hizo claudicar. Durante su reinado estallaron rebeliones por todo el Imperio. Una de las más importantes fue la del conde de París, enormemente popular por su labor en la defensa de dicha ciudad ante el ataque vikingo.
Padecía continuamente enfermedades (probablemente fuera epiléptico) y fue depuesto en 887 por la Dieta de Tribur, con lo que el Imperio Franco se disgregó para siempre. Falleció semanas más tarde.

### Juventud y herencia
Carlos era el menor de los tres hijos de Luis el Germánico, primer Rey de Francia Oriental, y Hemma de la Casa de Welf. Se tiene constancia de un incidente de posesión demoníaca en su juventud, en el que se dice que echaba espuma por la boca antes de ser llevado al altar de la iglesia. Esto le afectó mucho a él y a su padre. Fue descrito como: "... un príncipe muy cristiano, temeroso de Dios, guardando de todo corazón sus mandamientos, muy devotamente obediente a las órdenes de la Iglesia, generoso en limosnas, practicando incesantemente la oración y el canto, siempre atento a celebrar las alabanzas de Dios."
En 859, Carlos fue nombrado conde de Breisgau, una marchia germánica fronteriza con el sur de Lotaringia. En 863 su rebelde hermano mayor Carloman se sublevó contra su padre. Al año siguiente Luis el Joven siguió a Carlomán en la revuelta y Carlos se unió a él. Carlomán recibió el dominio del Ducado de Baviera. En 865, el anciano Luis se vio obligado a dividir las tierras que le quedaban entre sus herederos: el Ducado de Sajonia (junto con el Ducado de Franconia y el Ducado de Turingia) fue para Luis, Alemannia (el Ducado de Suabia junto con Rhaetia) fue para Carlos, y Lotaringia debía dividirse entre los dos más jóvenes.
Cuando en 875 el emperador Luis II, que también era rey de Italia, murió habiendo acordado con Luis el Germánico que Carlomán le sucediera en Italia, Carlos el Calvo de Francia Occidental invadió la península y se hizo coronar rey y emperador. Luis el Germánico envió primero a Carlos y luego al propio Carlomán, con ejércitos que contenían fuerzas italianas bajo Berengario del Friul, su primo, al reino italiano. Estas guerras, sin embargo, no tuvieron éxito hasta la muerte de Carlos el Calvo en 877.
En 876 Luis el Germánico murió y la herencia se dividió según lo previsto tras una conferencia en Ries, aunque Carlos recibió menos de su parte de Lotaringia de lo previsto. En sus cartas, el reinado de Carlos en Germania se fecha a partir de su herencia en 876.

### Obtención de Italia

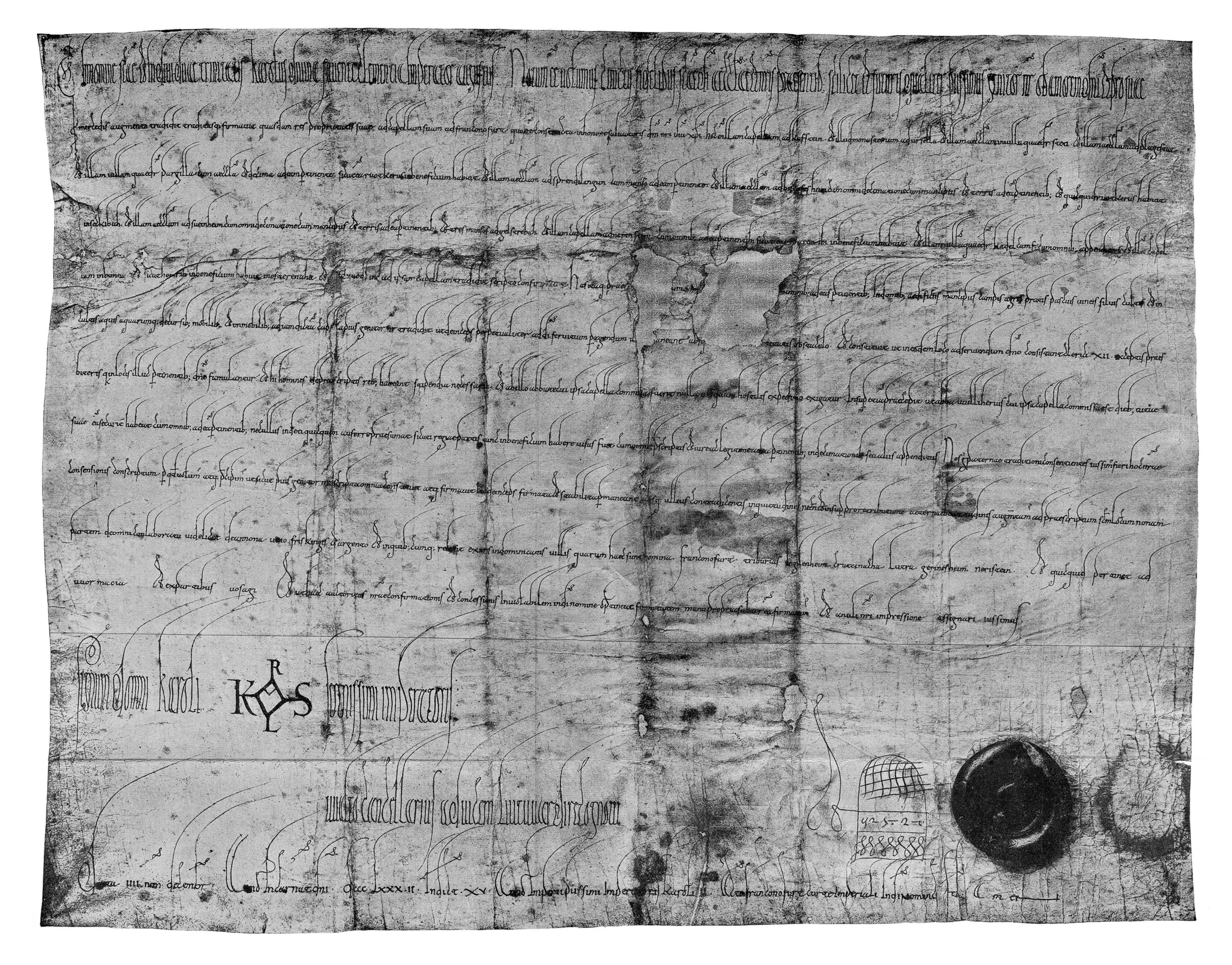
Carta de Carlos III, 2 de diciembre de 882.

Tres hermanos gobernaron en cooperación y evitaron guerras por la división de su patrimonio: un hecho raro en la Alta Edad Media. En 877, Carlomán finalmente heredó Italia de su tío Carlos el Calvo. Luis dividió Lotaringia y ofreció un tercio a Carlomán y un tercio a Carlos. En 878, Carlomán devolvió su parte de Lotaringio a Luis, quien luego la dividió en partes iguales con Carlos. En 879, Carlomán quedó incapacitado por un derrame cerebral y dividió sus dominios entre sus hermanos: Baviera pasó a manos de Luis e Italia a Carlos. Carlos fechó su reinado en Italia a partir de este punto, y desde entonces pasó la mayor parte de su reinado hasta 886 en su reino italiano.
En 880, Carlos se unió a Luis III de Francia y Carlomán II, los reyes conjuntos de Francia occidental, en un asedio fallido de Boso de Provenza en Vienne. de agosto a septiembre. Provenza, legalmente una parte del reino italiano desde 863, se había rebelado bajo Boso. En agosto de 882, Carlos envió a Ricardo I de Borgoña, Conde de Autun, para tomar la ciudad, lo que finalmente hizo en septiembre. Después de esto, Boso se limitó a las cercanías de Viena.

### Coronación imperial

El Imperio bajo Carlos III en 887.

El 18 de julio de 880, el papa Juan VIII envió una carta a Guy II de Spoleto buscando la paz, pero el duque le ignoró e invadió los Estados Pontificios. Juan respondió suplicando la ayuda de Carlos en su calidad de rey de Italia y coronó emperador a Carlos el 12 de febrero de 881. Esto fue acompañado de esperanzas de un renacimiento general en Europa occidental, pero Carlos demostró no estar a la altura de la tarea. Carlos ayudó poco contra Guy II. En noviembre, las cartas papales aún pedían a Carlos que actuara.
Como emperador, Carlos comenzó la construcción de un palacio en Sélestat en Alsacia. Lo modeló siguiendo el Palacio de Aquisgrán que fue construido por Carlomagno, a quien conscientemente trató de emular, como indica la Gesta Karoli Magni de Notker el Tartamudo. Como Aquisgrán estaba situada en el reino de su hermano, era necesario que Carlos construyera un nuevo palacio para su corte en su propia base de poder de Alemannia occidental. Sélestat también estaba más céntrico que Aquisgrán.
En febrero de 882, Carlos convocó una dieta en Rávena. El duque, el emperador y el papa hicieron las paces y Guy y su tío, Guy de Camerino, juraron devolver las tierras papales. En una carta de marzo a Carlos, Juan afirmó que los votos no se habían cumplido. En 883, Guy de Camerino, ahora duque de Spoleto, fue acusado de traición en un sínodo imperial celebrado en Nonantula a finales de mayo. Regresó a Spoleto e hizo una alianza con los sarracenos. Carlos envió a Berengario contra Guy III. Berengar tuvo éxito inicialmente hasta que una epidemia de enfermedades, que asoló toda Italia, afectando tanto al emperador y su séquito como al ejército de Berengar, le obligó a retirarse.
En 883, Carlos firmó un tratado con Giovanni II Participazio, Dux de Venecia, por el que se concedía que cualquier asesino de un dux que huyera al territorio del Imperio sería multado con 100 libras de oro y desterrado.

### Regla en Francia Oriental

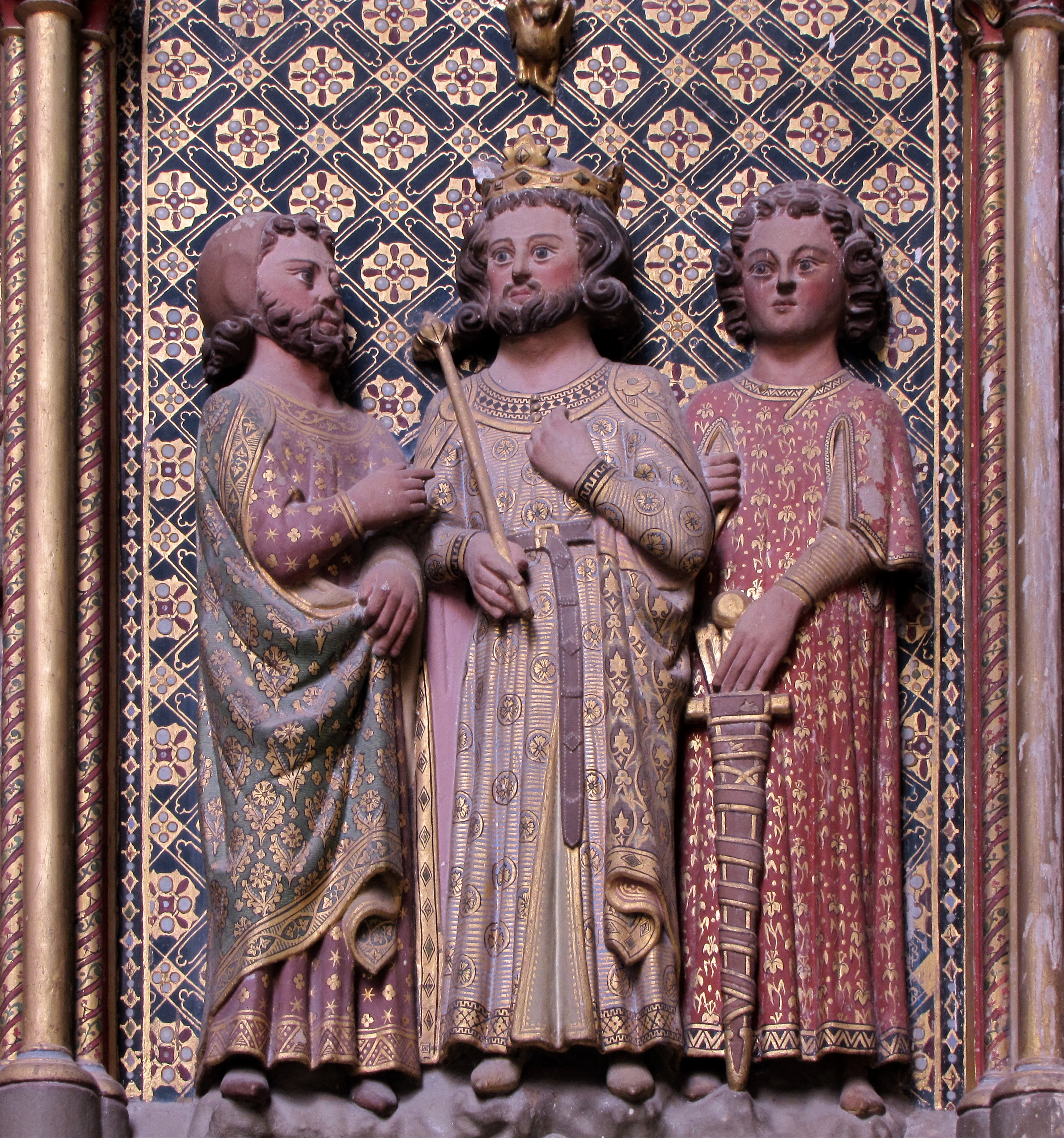
Carlos en un relieve de arenisca del, flanqueado por un escudero y un caballero

A principios de la década de 880, los restos del Gran ejército pagano, derrotado por Alfredo el Grande en la Batalla de Ethandun en 878, comenzaron a asentarse en los Países Bajos. El hermano de Carlos Luis el Joven se había opuesto a ellos con cierto éxito, pero murió tras una corta campaña el 20 de enero de 882, dejando su trono a Carlos, que reunificó todo el reino franco oriental.
Tras regresar de Italia, Carlos celebró una asamblea en la localidad de Worms con el propósito de hacer frente a los vikingos. Ejércitos de toda Francia Oriental se reunieron en verano bajo Arnulfo, duque de Carintia, y Enrique, conde de Sajonia. El principal campamento vikingo fue entonces asediado en Asselt. Carlos entabló entonces negociaciones con los jefes vikingos Godfrid y Sigfred. Godfrid aceptó el cristianismo y se convirtió en vasallo de Carlos. Estaba casado con Gisela, hija de Lothair II de Lotaringia. Sigfred fue sobornado. A pesar de las insinuaciones de algunos historiadores modernos, ningún relato contemporáneo criticó las acciones de Carlos durante esta campaña. En 885, temiendo a Godfrid y a su cuñado, Hugo, duque de Alsacia, Carlos organizó una conferencia en Spijk cerca de Lobith, donde el líder vikingo cayó en su trampa. Godfrid fue ejecutado, y Hugo fue cegado y enviado a Prüm.
Entre 882 y 884, la Guerra de Wilhelminer asoló la Marca de Panonia (más tarde Marca de Austria). Arnulfo de Carintia, sobrino ilegítimo de Carlos, se alió con el rebelde Engelschalk II contra Aribo de Austria, margrave de la región nombrado por Carlos. Svatopluk I, gobernante de Gran Moravia, aceptó ayudar a Aribo y en 884 en Kaumberg prestó juramento de fidelidad a Carlos. Aunque el emperador perdió a sus vasallos de la familia Wilhelminer y su relación con su sobrino se rompió, ganó nuevos y poderosos aliados en los dux moravos y otros duces eslavos de la región.

### Reinado en Francia Occidental

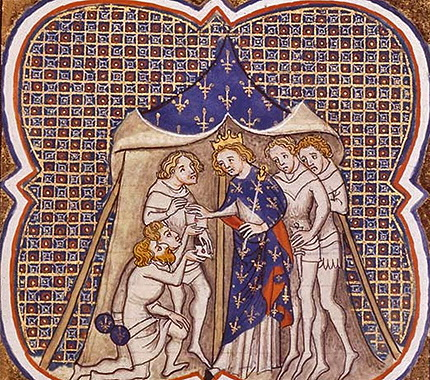
Carlos el Gordo recibe la oferta de reinar de dos embajadores de Francia Occidental (del Grandes Chroniques de France, ilustración de c. 1375-1379).

Cuando Carlomán II de Francia Occidental murió el 12 de diciembre de 884, los nobles del reino invitaron a Carlos a asumir el reinado. Carlos aceptó encantado, ya que era el tercer reino que "caía en su regazo". Según la Crónica anglosajona, Carlos sucedió a todo el reino de Carlomán excepto Bretaña, pero esto no parece haber sido cierto. Es probable que Carlos fuera coronado por Geilo, obispo de Langres, como rex in Gallia el 20 de mayo de 885 en Grand en los Vosges en el sur de Lorena. Aunque Geilo incluso desarrolló para él un sello especial de la Francia Occidental, el gobierno de Carlos en Occidente fue siempre muy distante y dejó la mayor parte de los asuntos cotidianos en manos de la alta nobleza.
Aunque Francia Occidental (la futura Francia) se vio mucho menos amenazada por los vikingos que los Países Bajos, fue duramente golpeada no obstante. En 885, una enorme flota liderada por Sigfred remontó el Sena, por primera vez en años, y  sitió París. Sigfred volvió a exigir un soborno, pero esta vez Carlos se negó. Estaba en Italia en ese momento y Eudes, conde de París, coló a algunos hombres a través de las líneas enemigas para buscar su ayuda. Carlos envió a Enrique de Sajonia a París. En 886, cuando la enfermedad comenzó a extenderse por París, el propio Eudes acudió a Carlos en busca de apoyo. Carlos trajo un gran ejército y rodeó al ejército de Rollo y estableció un campamento en Montmartre. Sin embargo, Carlos no tenía intención de luchar. Envió a los atacantes a remontar el Sena para asolar Borgoña, que estaba sublevada. Cuando los vikingos se retiraron de Francia la primavera siguiente, les dio 700 libras de plata prometida. El prestigio de Carlos en Francia quedó muy mermado.
Carlos emitió una serie de cartas para los destinatarios francos occidentales durante su estancia en París durante y después del asedio. Reconoció derechos y privilegios concedidos por sus predecesores a receptores de la Marca Hispánica y Provenza, pero especialmente en Neustria, donde tenía contacto con Nantes en un momento en que el duque bretón Alan I era conocido por su poder en el condado de Nantes. Es probable que Carlos concediera a Alano el derecho a ser titulado rex; como emperador habría tenido esa prerrogativa y el uso del título por parte de Alano parece legítimo. Una carta fechada entre 897 y 900 hace referencia al alma de Karolus, en cuyo nombre Alano había ordenado que se rezara en el monasterio de Redon. Se trata probablemente de Carlos el Gordo.

## Títulos
| Títulos reales carolingios                                               |                                                |                                                                               |
| Predecesor: Título creado parte de la Francia Oriental                   | Rey de Alemania 876-882                        | Sucedido por: Él mismo como rey de la Francia Oriental                        |
| Predecesor: Carlomán de Baviera                                          | Rey de Italia 880-887                          | Sucedido por: Berengario I                                                    |
| Predecesor: Carlos II el Calvo (877)                                     | Emperador carolingio 881-887                   | Sucedido por: Guido III de Spoleto (891)                                      |
| Predecesor: Luis III el Joven                                            | Rey de Sajonia, de Baviera y de Lotaringia 882 | Sucesor: Él mismo como rey de la Francia Oriental                             |
| Predecesor: Él mismo como rey de Alemania, Baviera, Sajonia y Lotaringia | Rey de la Francia Oriental 882-887             | Sucedido por: Arnulfo de Carintia (Francia Oriental) Rodolfo I (Alta Borgoña) |
| Predecesor: Carlomán II                                                  | Rey de la Francia Occidental 884-888           | Sucedido por: Eudes de Francia (Francia) Ranulfo II de Poitiers (Aquitania)   |